# اخطار (فیلم ۱۹۸۰)
اخطار (ایتالیایی: L'avvertimento) یک فیلم به کارگردانی دامیانو دامیانی است که در سال ۱۹۸۰ منتشر شد. از بازیگران آن می‌توان به مارتین بالسام، جولیانو جما و گوییدو لئونتینی اشاره کرد.